# Belkıs Şevket

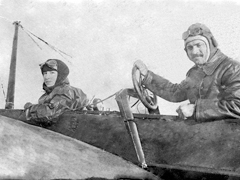
Belkıs Şevket amb el capità Fethi, un dels primers pilots militars de Turquia

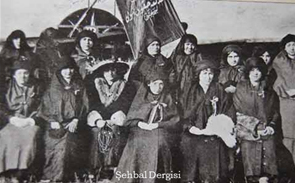
Dones otomanes a l'aeròdrom d'Ayastefanos (Yeşilköy) esperant per a veure el vol de Belkıs Şevket, a la revista "Şehbal" de l'època

Belkıs Şevket o Belkıs Şevket Hanım (dates de naixement i mort desconegudes) fou una activista i feminista turca otomana. Una de les fundadores de la Müdâfaa-i Hukûk-u Nisvân Cemiyeti (‘Societat per a la Protecció dels Drets de les Dones', en turc otomà), establerta el 1913, i escriptora de la revista Kadınlar Dünyası (‘Món de les Dones', en turc) publicada entre 1913 i 1921, primerament amb periodicitat diària i després setmanal. Belkıs Şevket Hanım va ser també la primera dona turca a volar, l'1 de desembre de 1913.
Belkıs Şevket era professora d'anglès, música i educació infantil. Es dedicà a escriure a la revista Kadınlar Dünyası com a contribució a la lluita de la dona turca per la igualtat amb l'home i per defensar els drets de les dones d'altres llocs del món.
L'objectiu del vol era, per a la Societat per a la Protecció dels Drets de les Dones, recaptar diners a fi de comprar un avió militar per a l'Exèrcit otomà. Amb aquesta intenció, Belkıs Şevket Hanım havia preparat una carta que deia:
<<Osmanlı Müdâfaa-i Hukûk-u Nisvân Cemiyeti azasından ve Kadınlar Dünyası muhabirlerinden Belkıs Şevket, Osmanlı ve İslam kadınlığı namına havada tayrân ederken “Kadınlar Dünyası” ismi ile muhterem ordumuza bir tayyare ihdâsını bilâ tefrîk-i cins ve mezhep Osmanlı kadınlığından bekler.>>	(Belkıs Şevket, membre de la Societat per a la Protecció dels Drets de les Dones i periodista de la Kadınlar Dünyası, mentre vola per l'aire en nom de la dona otomana i musulmana, espera de les dones otomanes, sense distinció ètnica ni religiosa, (llur contribució per a) regalar un avió, amb el nom de "Kadınlar Dünyası" ('Món de les Dones') al nostre honorable exèrcit.) 
Pilotat pel capità Fethi Bey, i en roba islàmica, Belkıs Şevket Hanım volà a bord d'un Deperdussin TT anomenat Osmanlı (Otomà) des de Yeşilköy fins a Kadıköy, per damunt de diversos barris d'Istanbul, repartint des de l'aire aquesta nota. A la fi de la campanya es van recollir 2.622 kuruş, que no van ser suficients per comprar un avió. El vol fou mencionat en una notícia del diari alemany Berliner Tageblatt, amb les paraules "un gest coratjós que cal considerar amb atenció". Belkıs Şevket fou homenatjada i la seva foto penjada al Museu Militar.
Belkıs Şevket Hanım és esmentada com una de les primeres escriptores turques al "Nevsal-i Milli", un almanac de 1914.